# Батинская битва (1810)
Батинская битва — одно из сражений русско-турецкой войны 1806—1812 годов. Произошло 26 августа 1810 года в районе села Батин в Болгарии и устья реки Янтры. В сражении принимали участие русские войска под командованием Н. М. Каменского и турецкие — под командованием сераскера Кушанец-Али.
Летом 1810 года турки начали стягивать крупные силы к осаждённой русскими войсками крепости Рущук, чтобы снять осаду. Корпус генерала Каменского атаковал один из отрядов противника, продвигавшийся к Рущуку от Янтры. Под прикрытием фронтальной атаки пешими силами, кавалерия под командованием Я. П. Кульнева совершила обход и ударила с тыла. Не выдержав боя на два фронта, турки начали отход, вскоре перешедший в беспорядочное бегство.
Результат сражения сильно повлиял на ход кампании. После столь бесславного поражения турецкие войска прекратили наступательные действия, а русские, напротив воодушевлённые, заняли ряд турецких крепостей на Дунае.
За победу при Батине Н. М. Каменский был награждён орденом Андрея Первозванного.

## Сражение
В августе 1810 года верховный визирь перешёл в наступление и вынудил русского главнокомандующего Каменского снять осаду Рущука, для чего к этой крепости были выдвинуты войска Кушанец-паши (30 тыс.), сосредоточенные на реке Янтре. В начале августа Кушанец-паша, переправившись на правый берег реки Янтры, занял позицию у Батина; позиция шла по гребню высот почти перпендикулярно течению Дуная, с фронта и в тылу её находились крутые овраги; левый фланг упирался в Дунай, на котором находилась турецкая флотилия; правый фланг был открыт для движения атакующего, но здесь лежит сел. Батин, приведенное турками в оборонительное состояние; кроме того, эта позиция усиливалась 5-ю укреплёнными лагерями. Каменский 2-й, узнав о переходе турок на правый берен р. Янтры, выдвинул для прикрытия осады с этой стороны отряд генерала Уварова (6 батальонов, 4 казачьих полка и 25 эскадронов). Прибытие из Силистрии к Рущуку войск графа Каменского 1-го дало возможность усилить войска ген. Уварова, и этому соединенному отряду Каменского 1-го было приказано атаковать противника у Батина и отбросить его на левый берег Янтры. 16 августа передовые войска ген. Уварова произвели рекогносцировку турецких укреплений у Батина, в результате которой определились данные неприятельской позиции и сила турецкая армии в 40 000 человек. Каменский 1-й не решился атаковать турок и отступил к главным силам. В бою 16 августа русские потеряли 304 человека, турки — около 1 000 человек и 2 знамени. Полученные от пленных сведения о скором прибытии из под Шумлы войск визиря, заставили главнокомандующего выступить к реке Янтре для атаки армии Кушанец-паши. 
Оставив под Рущуком отряд генерала Ланжерона, а у Журжи — генерала Засса, Каменский с остальными войсками (около 21 000 чел.) выступил 24 августа из Трестеника к Батину. 25 августа, русские войска, стоявшие биваком близ Батина, разделенные на 2 части, двинулись для атаки Батинских укреплений: правая, графа Каменского 1-го (6 300 пехоты и 2 240 кавалерии), состоящая из двух отрядов, должна была атаковать с фронта левый лагерь противника, для чего войска этой части направились по Рущукской дороге и, пройдя около 12 вёрст, стали на позиции, расположившись на высотах перед крутым оврагом и уперев свой правый фланг в Дунай. Левая, главная часть войск Каменского 2-го (7 450 пехоты и 4 760 кавалерии), разделённая на 3 отряда, должна была атаковать правый фланг турецкой позиции; войска этой части двинулись 3 колоннами в обход правого фланга противника и расположились в три линии, первая генерала Кульнева, вторая генерала Сабанеева и третья генерала Сен-При. Лёгкая конница была выслана вперёд для связи обеих частей войск. В то же время русская Дунайская флотилия расположилась у левого берега, на высоте правого фланга Каменского 1-го; последний, желая облегчить себе занятие находившихся за оврагом высот, которые могли подвергнуться обстрелу с турецких лодок, приказал судам флотилии атаковать лодки противника. Одновременно с этим были выдвинуты вперёд 2 батальона пехоты с 4 орудиями. Эффективные действия флотилии и огня этого отряда вынудили турецкие суда отступить и стать при редуте № 5, причём были потоплены две турецкие лодки и пять захвачено.
В 8 часов утра 26 августа Каменский 2-й начал наступление: генерал Кульнев двигался фронтом в 2 линии, а генерал Сабанеев и Сен-При — колоннами; последние, перестроились в каре и, прикрываясь войсками Кульнева, продолжали наступление до позиции, находившейся на расстоянии орудийного выстрела от укрепления № 1. Сильный огонь, открытый турками из этого укрепления, заставил главнокомандующего приказать отряду Кульнева двинуться влево, для атаки с тыла укрепления № 1; а войскам  Сабанеева и  Сен-При — наступать вперед, где выставить свои батареи. В 10 часов утра по всей линии завязался упорный бой: колонны правой части: генерала Иловайского и гененерала Гампера, под общим началом Уварова, перейдя овраг, поднялись на высоту, на которой расположено укрепление № 3, перестроившись здесь в каре, и выдвинули батареи. Для защиты русских войск от атаки во фланг, к Дунаю был выдвинут конный отряд генерала Мантейфеля. Открытый русскими батареями огонь по укреплению № 3 вскоре ослабил огонь турок. После этого генерал Уваров перестроил свои войска в колонны, ударил в штыки, овладел укреплениями и принудил турок отступить к укреплению № 2, которое вскоре было занято русскими. С прибытием же конницы генерала Мантейфеля, те же войска овладели укреплением № 4 и затем № 5. Таким образом, весь левый фланг турок был разбит, и 3 его укрепления взяты. Русские захватили 49 знамён и около 200 пленных, большая часть защитников погибла, остальные бежали в укрепление №1.
Правый фланг турок продолжал обороняться. Генерал Кульнев, следуя в колонне для атаки укрепления № 1, с тылу, где не было укрепленной горжи, обнаружив наступавшего противника, развернул фронт и сбил крупный конный отряд турок, вынудив их искать спасения в укреплениях. Между тем, отряд генерала Кульнева, заняв позицию, выслал бригаду пехоты полковника Бальмена для атаки турецкого лагеря и находившегося при нём берегового редута, выдвинув на позицию Донскую батарею под прикрытием Кинбурнского полка. Редут с 6-ю пушками был взят, обратившиеся в бегство турки были практически полностью уничтожены гусарами Белорусского полка. После взятия турецкого лагеря и редута отряд Бальмена двинулся для овладения деревней Батин. Выбив турок из этой деревни, Бальмен повел атаку на укрепление № 2, но был отбит и отошел к Батину. Тогда главнокомандующий решился взять укрепление № 1, предполагая направить главный удар в тыл этого укрепления, для чего приказал: ген. Сабанееву, занимавшему левый фланг позиции, и Бальмену, стоявшему у Батина, присоединиться к отряду Кульнева и выдвинуть артиллерию последнего, под прикрытием конницы, на высоты для обстрела укреплений № 1 и № 2. Эти войска, собранные на позиции для атаки укрепления № 1, были подчинены генералу Булатову. Одновременно с этим главнокомандующий приказал Каменскому 1-му усилить войска, овладевшие укреплениями № 3, № 4, № 5, и, собрав их, снова повторить атаку на укрепление № 2. Около 17.30, 12 батальонов пехоты, под командованием генерала Сабанеева, назначенные для атаки укрепления № 1, двинулись двумя колоннами: правая под командою Бальмена, левая — полковника Лаптева. Войска правой колонны ворвались внутрь укрепления и очистили его от турок, бежавших к Дунаю. Бегущие турки были истреблены кавалерией генерала Ланского, турецкая же кавалерия бросилась в поле врассыпную на Систовскую дорогу. Русская конница преследовала бегущих на протяжении 15 вёрст. В укреплении № 2 находилось около 500 турок, под командою Ахмета-паши, который, видя себя окруженным, сдался на следующий день в плен. Во время сражения при Батине Рущукский гарнизон сделал вылазку на левый фланг русских войск, но был отбит ген. Инзовым.
Решительная победа под Батином стоила русским 4 генералов, 78 офицеров и 1 460 нижних чинов убитыми и ранеными. Потери турок: 5 000 чел. убитыми и ранеными, 5 086 пленными. По другим данным потери турок доходили до 15 000 убитыми и утонувшими в Дунае. Русские взяли трофеи: 14 орудий, 178 знамён и 5 лагерей. Следствием этой победы было занятие русскими войсками Рущука и Журжи.